# ヴィレム・アイスブランツゾーン・ ボンテクー

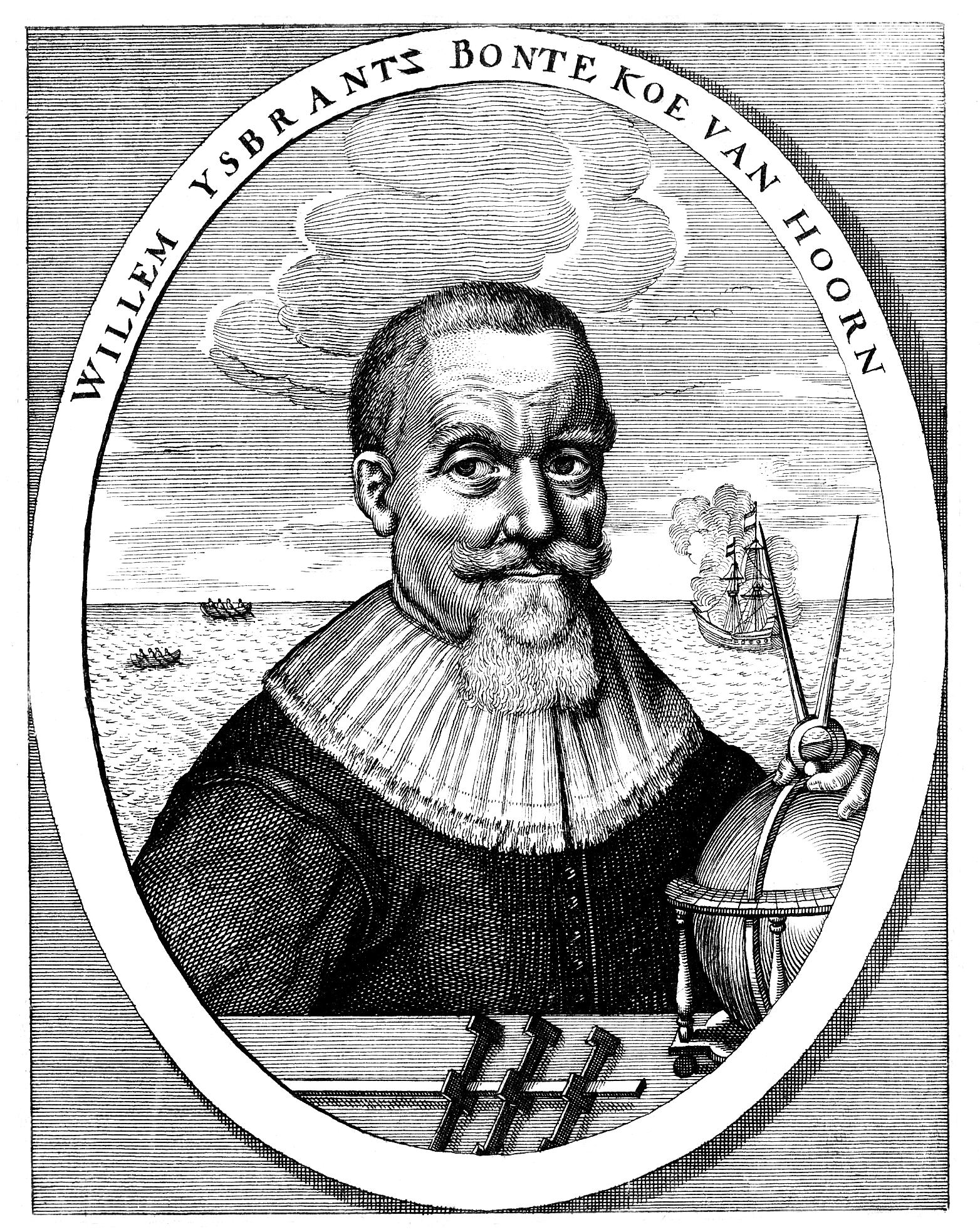
Willem IJsbrantsz Bontekoe

ヴィレム・アイスブランツゾーン・ ボンテクー（Willem Ysbrandtszoon Bontekoe、1587年6月2日 - 1657年）はオランダのオランダ東インド会社の船員で、1646年に出版された『東インドへの冒険航海』（原題：Journael ofte gedenckwaerdige beschrijvinge van de Oost-Indische reyse van Willem Ysbrantsz. Bontekoe van Hoorn, begrijpende veel wonderlijcke en gevaerlijcke saecken hem daer in wedervaren ：ヴィレム・ボンテクーのホールンから東インドへの航海記録とそこで彼に起こった驚くべきことや危険な出来事）で有名になった。
ホールンに生まれた。1607年20歳で父親から船長を仕事を引き継ぐが、1617年船は海賊に襲われ、奴隷市場に売られた。自由にはなったが船は失われた。1618年東インド会社に雇われた。ジャワへの航海で船は難破し、救命ボートで進み、現地人の襲撃を受けるなどの苦しい旅の後にバタヴィア到着したジャワでは中国沿岸を攻撃する任務を与えられた。1625年にはオランダに戻り、ホールンで静かに暮らした。
20世紀になってヨハン・ファブリシウス(Johan Fabricius)の作品の題材となった。